# Alice Mizzau
Alice Mizzau (Údine, 18 de março de 1993) é uma nadadora italiana.

## Carreira

### Rio 2016
Mizzau competiu nos 200 m livre feminino nos Jogos Olímpicos de Verão de 2016, sendo eliminada nas eliminatórias.